# CDグアダラハラ
クルブ・デポルティーボ・グアダラハラ（スペイン語: Club Deportivo Guadalajara S.A. de C.V.）は、メキシコ中部、ハリスコ州の州都グアダラハラに本拠地を置くサッカークラブである。リーガMX（1部）に所属している。チーバス・グアダラハラ（スペイン語: Chivas de Guadalajara）とも呼ばれる。

## 概要
プリメーラ・ディビシオンで11回、コパ・メヒコで2回、カンペオン・デ・カンペオーネス（スーパーカップ）で7回、インテルリーガで1回、コパ・チャレンヘールで1回、コパ・デ・オロ・デ・オクシデンテで4回優勝しており、メキシコでもっとも大きな成功を収めたクラブの1つである。プリメーラ・ディビシオン創設時の10クラブの1つであり、リーガ・デ・アセンソ（2部）に降格したことがない。歴史的にクラブ・アメリカとライバル関係にある。創設当初を除けばメキシコ国外出身選手と契約したことが無く、メキシコ人選手だけで構成されるメキシコ唯一のクラブである。2005年と2006年、2年連続でコパ・リベルタドーレスでベスト4になった。
チームカラーの3色は、それぞれ兄弟愛（赤）、団結（白）、スポーツ（青）を象徴している。クラブのマスコットはヤギであり、スペイン語でヤギを表すチーバ（chiva）と呼ばれる。国際サッカー連盟（FIFA）によれば、チーバスはメキシコでもっとも成功を収め、もっとも人気のあるサッカークラブである。2007年にグルポ・レフォルマが行った調査によると、メキシコの人口の28%（第1位）がチーバスのファンである。優れた下部組織を持ち、ハビエル・エルナンデス、カルロス・ベラ、オマール・ブラボ、カルロス・サルシードなど、国際舞台で活躍する選手を多く輩出している。メジャーリーグサッカーのCDチーヴァス・USA（2014年に解散）はCDグアダラハラの兄弟チームであり、アメリカでCDグアダラハラの知名度を向上させる目的で設立された。

## 歴史

### クラブ創設とアマチュア時代（1906年–1943年）
1904年にメキシコに到着したエドガル・エベラエルトがクラブの創設者であり、監督となった。エベラエルトの贔屓クラブはベルギーのクラブ・ブルッヘであり、クラブ・ブルッヘのユニフォームの縦縞や配色などがチーバスにも採用されて原型となっている。クラブ初の選手はフランス人だったため、クラブカラーはフランス国旗のトリコロールに由来すると主張するサッカー史家もいる。最初期のチームはメキシコ人、ベルギー人、フランス人選手で構成され、やがて何人かのスペイン人やイングランド人選手も加わった。選手の多くはフランシア工場の従業員であり、異なる国籍の選手間の友愛を表すCFウニオンがクラブの名称として用いられた。ヨーロッパ遠征中にエベラエルト監督は、都市名をクラブ名称に採用しているクラブはファンからより多くの支援を受けていることに気付き、1908年、住民からの支持を得るために監督と選手たちの賛成を受けてCDグアダラハラに名称変更した。また、同年にはメキシコ出身選手のみと契約することを決定した。1910年代後半にメキシコ革命が終焉し、メキシコ国内のアマチュアサッカーリーグは好況を呈した。1906年から1943年（アマチュアリーグ時代とプリメーラ・フエルサ時代）までに、1908年の初優勝を含めてチーバスは13回のリーグ優勝を果たした。またこの時代には、FCアトラスとの間でメキシコ最古のライバル意識が形成された。

### プロリーグ開始後（1943年–1953年）
1943年、様々な地域のリーグが合併する形でリーガ・マジョールが設立され、プロリーグ時代が始まった。チーバスはプロリーグ化後の数年間は低迷したが、1948-49シーズンは例外的に3位となった。この年にはCFアトラスのファンからチーバス・ロカス（気の狂ったヤギ）というニックネームを与えられ、これは本来は侮蔑的な表現だが、アトラスに比べてチーバスが圧倒的な人気を誇っていたことから、クラブのニックネームとして定着した。1951-52シーズンから1954-55シーズンには2位となり、ジャ・メリートというニックネームを付けられた。1953-54シーズンにはアダルベルト・ロペスがプロリーグ化後クラブ初のリーグ得点王となった。

### 絶対王者（1955年–1970年）
1956-57シーズンのチーバスにはサルバドール・レジェス、ハイメ・ゴメス、イシドロ・ディアス、ホセ・ビジェガス、クレシェンシオ・グティエレス（同シーズンにリーグ得点王）などの選手たちが在籍し、メキシコサッカー史上最高のチームのひとつに数えられている。この時代のチーバスはエル・カンペオニシモ（絶対王者）と呼ばれ、このシーズンにプロリーグ化後初優勝を飾った。1950年代後半から1960年代前半にはドナルド・ルス監督やハビエル・デ・ラ・トーレ監督が指揮を執り、7回のリーグ優勝、2回のコパ・メヒコ優勝、3回の北中米カリブ海サッカー連盟（CONCACAF）主催大会（CONCACAFチャンピオンズリーグと北中米・カリブ海選手権）優勝、7回のカンペオン・デ・カンペオーネス（スーパーカップ）優勝を果たした。1958-59シーズンから1961-62シーズンにはリーグ戦で4連覇しているが、これはメキシコサッカー史上最長の連覇記録である。メキシコ国外でもチーバスの存在が認識され、1964年にはヨーロッパ遠征でFCバルセロナ（スペイン）、ヴェルダー・ブレーメン（西ドイツ）、リール（フランス）などと対戦。2勝4分4敗の成績を残した。

### 暗黒期と復活（1971年–1991年）
1970年代と1980年代初めは暗黒期となった。1971-72シーズンの5位、1976-77シーズンの6位となったが、1970年代には2度しかリギージャ（プレーオフ）に出場できなかった。1980-81シーズンには3位となったが、1981-82シーズンには悲惨な道路事故が起こり、選手のホセ・マルティネスが死去。マルティネスの背番号22は欠番とされ、このシーズンは17位に沈んだ。
1982年には、1960年代中頃にチーバスでプレーしたアルベルト・ゲーラを監督に招聘。1982-83シーズンはレギュラーシーズンで7位となり、リギージャでは準々決勝でアトランテFCを、準決勝でライバルのクラブ・アメリカを破った。1970年代にプレーオフ形式が導入されてから初めてリギージャ決勝に進出したが、決勝ではプエブラにPK戦の末に敗れた。1983-84シーズンにもリギージャ決勝に進出したが、今度はクラブ・アメリカに2試合合計4-5で敗れた。しかし、1980年代後半から1990年代前半にかけては上位に定着。ゲーラ監督が率いた1986-87シーズンにはレギュラーシーズンで1位となり、決勝でクルス・アスルを下して17年ぶり9回目のリーグ優勝を飾った。この期間にはベンハミン・ガリンド、ホセ・マヌエル・デ・ラ・トーレ（チェポ）、フェルナンド・キラルテ、ハビエル・アギーレなどが活躍した。

### 財政難の時代（1992年-2002年）
チーバスが新時代に入る前の1990年代初めには、1990-91シーズンに準決勝進出、1991-92シーズンに準々決勝進出、1992-93シーズンに13位となるなど、可も不可もない成績を残した。しかし、チーバスは1980年代末までに財政問題に見舞われ始め、クラブ内部にラ・プロモトーラ・デポルティーバと呼ばれる特別財政部門を設立した。石油会社の重役であるサルバドール・マルティネス・ガルサが特別財政部門やチームの責任者となり、1992年から10年計画の財政管理が行なわれた。1993年にはゲーラ（1986-87シーズンの優勝監督）を再び監督に起用し、1990年代初頭のチーバスの象徴となるミサエル・エスピノーサ、アルベルト・コジョーテなどを獲得した。スクールチーム（下部組織とは異なるサッカースクール）出身の若手有望株を信頼することとし、パウロ・チャベス、ホエル・サンチェスなどの有望株が羽ばたいた。1993-94シーズン初め、報道陣とファンは新生チーバスにラス・スーペルチーバスというニックネームを与えた。しかし、期待の大きさとは裏腹に、同シーズンのチームはリギージャで早々に敗退した。1994-95シーズンにはラモン・ラミーレスが加入し、いっそう大きな変化が起こった。シーズン初め、クラブの経営陣は全ての放映権をテレビサに売却したが、テレビサはライバルのクラブ・アメリカの所有者だったことから、ファンから強い批判を浴びた。1993-94シーズンのレギュラーシーズンは首位となったが、リギージャの準決勝でクルブ・ネカクサにあと一歩及ばず敗れた。1995年にはゲーラ監督が去り、オズワルド・アルディレスなどが短期間指揮を執った後、オランダ人のレオ・ベーンハッカー監督が就任したが、1995-96シーズンはリギージャ進出を逃した。1996-97シーズンには、1シーズンを二つに分割する新しい大会形式が採用された。シーズン前半はインビエルノ1996（インビエルノは冬の意味）と呼ばれ、ブラジル人のリカルド・フェレッティ新監督が指揮を執った。就任初年度にはレギュラーシーズンに3位となったが、リギージャ準々決勝でネカクサに敗れた。シーズン後半のベラーノ1997（ベラーノは夏の意味）ではトロス・ネサを2試合合計7-2で破り、10回目のリーグ優勝を果たした。インビエルノ1998では再び決勝に進出したが、今度はネカクサに敗れた。この時期にはR・ラミーレスがライバルのクラブ・アメリカに売却され、ファンから批判を浴びた。特別財政部門による10年計画が終了してもなお、チーバスは負債を抱えており、最終的にクラブ売却の道を進んだ。

### ベルガラ会長時代（2002年-）
2002年10月31日、「オムニライフ」という栄養補助食品会社の創設者であり、地元出身のホルヘ・ベルガラがチーバスの経営権を取得した。ベルガラ会長は全てのスポンサーの名前をユニフォームから外し、それ以来ユニフォームスポンサーの数は制限された。ファンド設立を目的とし、ベルガラ会長はチーバスの名前を市場に売り込み、自身が所有する雑誌や飲料ブランドなどでもクラブ名を広めた。
クラウスーラ2003の開幕前には、1980年代にチーバスでプレーしたE・デ・ラ・トーレ監督が就任した。しかし、アペルトゥーラ2003の序盤戦は酷い成績であり、E・デ・ラ・トーレ監督は解任され、クラブのスクールチームで指導していたオランダ人のハンス・ウェステルホフ監督が就任。ワイルドカードでなんとかリギージャの出場権を確保したが、リギージャではすぐに敗退した。アペルトゥーラ2004では攻撃的なサッカーでレギュラーシーズン3位となり、リギージャに進出。キーパーのオスワルド・サンチェス、ラモン・モラレス、オマール・ブラボに加え、新加入のアドルフォ・バウティスタはすぐにファンのお気に入りの選手となった。リギージャ準々決勝ではアトランテを破り、準決勝ではデポルティーボ・トルーカFCを破ったが、決勝ではUNAMプーマスにPK戦の末に敗れた。カルロス・ベラはチーバスの下部組織に所属していたが、2005年のFIFA U-17ワールドカップで活躍し、チーバスでトップチームデビューを果たす前にアーセナルFC（イングランド）に移籍した。2005年のコパ・リベルタドーレスでは準決勝で優勝候補のボカ・ジュニアーズ（アルゼンチン）に敗れたが、過去最高のベスト4という成績を残した。2001年にトップチームデビューしたカルロス・サルシードは2006年にPSVアイントホーフェン（オランダ）に移籍。オランダで多くのタイトルを獲得するとともに、メキシコ代表としては100試合出場を達成している。
1980年代にチーバスでプレーしたJ・M・デ・ラ・トーレが監督に就任し、彼の在任中に11回目のリーグ優勝を飾った。アペルトゥーラ2006のレギュラーシーズンは8位だったが、リギージャの1回戦ではCDベラクルスを2試合合計6-1で、準々決勝ではクルス・アスルを2試合合計4-2で、準決勝ではライバルのクラブ・アメリカを破ってトルーカとの決勝に進出した。初戦はエスタディオ・ハリスコで行なわれ、ブラボ（チーバス）とブルーノ・マリオーニ（トルーカ）の得点で1-1の引き分けに終わった。第2戦はエスタディオ・ネメシオ・ディエスで行なわれたが、2-1で勝利したチーバスは2試合合計3-2として11回目のリーグ優勝を決めた。1点目はフランシスコ・ハビエル・ロドリゲス、2点目はバウティスタによるものだった。バウティスタは試合前に亡くなった母親にゴールと勝利を捧げた。アペルトゥーラ2006終了後、キーパーのサンチェス、バウティスタなどが退団し、クラブは変化の時を迎えた。ハレド・ボルヘッティ、カルロス・オチョアなどが加入し、セルヒオ・アマウリなどもチームに加わった。クラウスーラ2007では生え抜きのブラーボが得点王となった。ブラボは2008年、レジェスに次いで2人目となるクラブ通算100得点を達成している。
アペルトゥーラ2007のシーズン中にJ・M・デ・ラ・トーレ監督が解任され、エフライン・フローレス監督が引き継いだ。その後任のオマール・アレジャーノ監督は、リーグ戦1試合とコパ・リベルタドーレス2試合を指揮しただけで退任し、フランシスコ・ラミーレス監督は過去7年間の監督中最低の勝率にとどまった。ラミーレス監督が解任されると、ネカクサやサン・ルイスFCで監督を務めたラウール・アリアス監督が就任した。2009年1月にはインテルリーガで優勝し、コパ・リベルタドーレスの出場権を獲得。同大会ではグループリーグを突破したが、決勝トーナメント1回戦の直前に大会からのリタイアを余儀なくされた。これは、新型インフルエンザがメキシコを中心に拡大し、多数の死者が出たためである。それにより、決勝トーナメント1回戦の対戦相手であるサンパウロFC（ブラジル）がメキシコ遠征を拒否し、同じメキシコのサン・ルイスFCとともにチーバスの大会離脱が決定された。同年11月4日にはアリアス監督が解任され、ホセ・ルイス・レアルが監督に就任。ビセンテナリオ2010では爆発的なスタートを切り、開幕戦から8連勝のリーグ記録を樹立した。第9節は下位のチアパス戦だったが、0-4で敗れて連勝記録が途切れた。レアル監督は多くの若手有望選手を試合に起用し、選手は監督の期待に応えた。チームはトルーカに次ぐ2位だったが、ハビエル・エルナンデスは得点王（タイ）を獲得した。エルナンデスはシーズン終了後にマンチェスター・ユナイテッドFC（イングランド）に移籍した。
2018年には、CONCACAFチャンピオンズリーグを第1回以来56年ぶりとなる優勝を果たした。FIFAクラブワールドカップでは準々決勝でアジア王者の鹿島アントラーズに2-3で敗れた。

## スタジアム

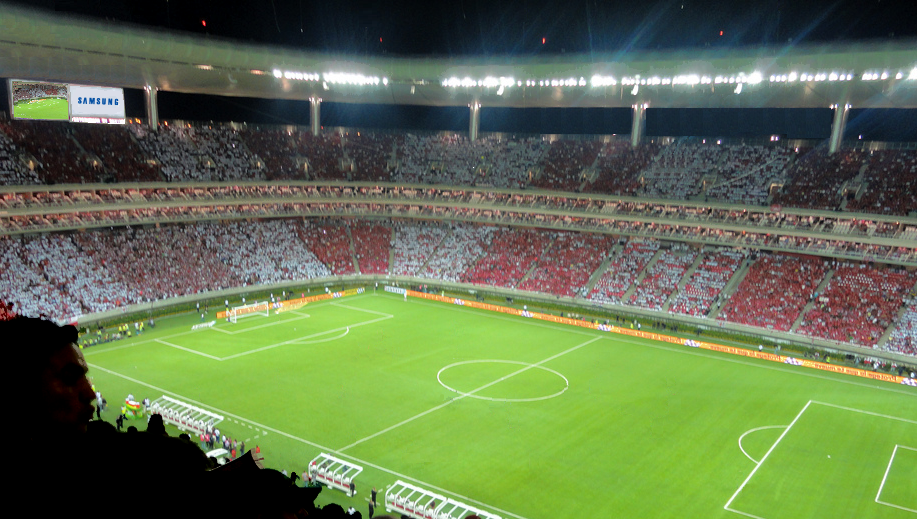
エスタディオ・オムニライフ内部の光景

### エスタディオ・ハリスコ
1930年代から1960年まで、チーバスはパルケ・オブラートスと呼ばれる小規模なスタジアムでホームゲームを行なっていた。1960年1月31日にはエスタディオ・ハリスコがオープンし、同じ町のライバルであるCFアトラスとハリスコを共用した。メキシコで1970 FIFAワールドカップが開催された際には、グループリーグの6試合、準々決勝と準決勝の1試合ずつの計8試合がハリスコで行なわれた。メキシコで1986 FIFAワールドカップが開催された際には、グループリーグの6試合、決勝トーナメント1回戦の1試合、準々決勝と準決勝の1試合ずつの計9試合がハリスコで行なわれた。
ハリスコはチーバスやCFアトラスの他に、グアダラハラ大学、クルブ・オロ、その他のスポーツチームにも使用されていた。設備の老朽化が進み、チーバスが自前のスタジアム所有を熱望したことから、経営陣は1億3000万ドルを投じた新スタジアムの建設を決定した。チーバスは1960年から2010年までハリスコを使用した。

### エスタディオ・チーバス
ホルヘ・ベルガラ会長在任中の2007年5月に新スタジアムの建設が始まり、2010年7月30日に竣工した。スタジアムはエスタディオ・チーバス（命名権名称 : エスタディオ・オムニライフ）という名称となったが、「オムニライフ」はベルガラ会長が所有する栄養補助食品会社の名前である。スタジアムのすぐそばに森林地帯が迫っており、スタジアムと自然との調和を表すために、スタジアムの頂上部には雲と火山がデザインされている。マンチェスター・ユナイテッドFC（イングランド）を招待して落成記念試合が行なわれた。チーバスからマンチェスター・Uに移籍したばかりのハビエル・エルナンデスが先制点を決め、マンチェスター・Uが3-2で勝利した。
収容人数は49,850人であり、白色に塗られた330席の特別席以外は赤色に塗られている。巨大なメイン入場口と18の出口を持っており、スタジアム内部にはクラブショップ、ミュージアム、様々な飲食店や売店がある。近い将来には、フリークライミング用ウォールや子ども向け遊戯スペースの設置も計画されている。スタジアム地下には、特別席使用者のための850台収容の駐車場が設けられており、スタジアムの外には、一般客向けの8,000台収容の駐車場が設けられている。スタジアムはビジネスJVCセンターとしてコンベンションにも使用される。

## ライバル

### クラシコ・デ・クラシコス
メキシコシティに本拠地を置くクラブ・アメリカとは歴史的にライバル関係にあり、少なくとも年2回対戦する。チーバスとクラブ・アメリカの対戦はクラシコ・デ・クラシコス（クラシコの中のクラシコ）と呼ばれ、メキシコのナショナル・ダービーとされている。両クラブはメキシコでもっとも成功を収め、もっとも人気のある2クラブである。チーバスは「貧者」、「田舎者」、「国内出身選手が多い」、「下部組織での育成を重要視する」などのイメージを持たれ、クラブ・アメリカは「富者」、「都会者」、「国外出身選手が多い」、「お金で選手を買いあさる」などのイメージで語られる。初対戦はチーバスが3-0で勝利したが、2戦目はクラブ・アメリカが7-2で勝利した。徐々にライバル意識が形成されていったが、クラシコ（伝統の一戦）と呼ばれるまでには約20年を要した。1950年代後半、メキシコでもっとも人気のあった2クラブ（クルブ・ネカクサとアトランテCF）が危機に直面し、メキシコ人選手のみと契約するクラブ方針を掲げていたチーバスにファンが流れたため、メディア王のエミリオ・アスカラーガがクラブ・アメリカ会長に就任し、チーバスに対するヒール（悪役）を演じることでサッカー人気を盛り上げようとした。1983年と1986年の対戦ではファン同士の乱闘が起こり、ライバル意識が増大する大きな理由となった。

### クラシコ・タパティオ
同じグアダラハラを本拠地とするCFアトラスともライバル関係にある。両者の対戦はクラシコ・タパティオ（グアダラハラ・ダービー）と呼ばれ、1916年に初対戦が行なわれたことから、メキシコ最古のローカル・ダービーとされている。初期の対戦では、チーバスのファンがアトラスの選手にマルガリータス（マーガレット）というニックネームを付けた。これに反応したアトラスのファンは、チーバスに対してチーバス・ロカス（気の狂ったヤギ）という侮蔑的なニックネームを付けた。両クラブはエスタディオ・ハリスコを共用していたが、現在は、チーバスはエスタディオ・オムニライフでホームゲームを戦っている。

## ユニフォーム

### クラブカラーとエンブレム

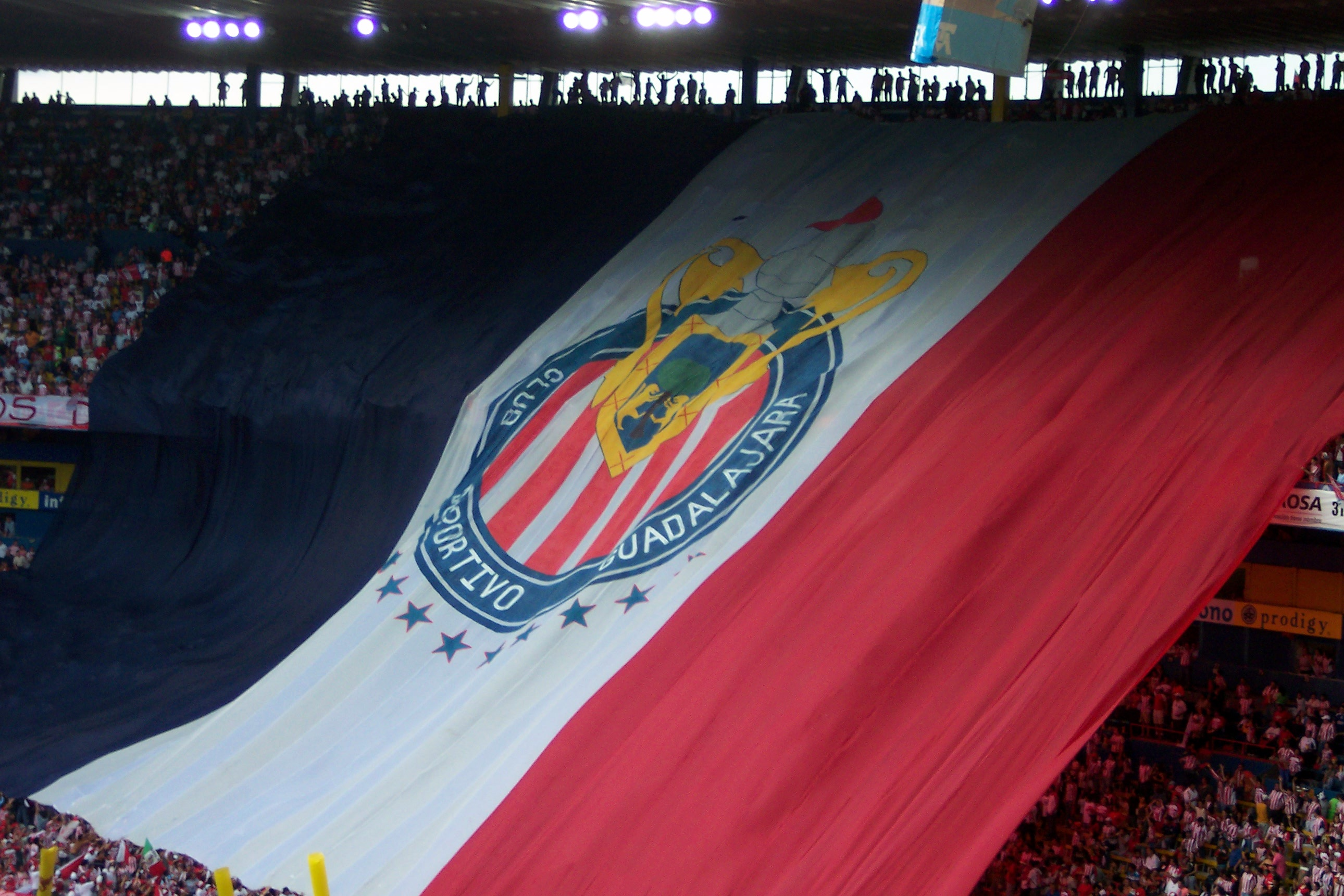
クラブ旗

1908年にはクルブ・グアダラハラ（Club Guadalajara）に名称変更されたため、頭文字の「CG」がユニフォームの中央部にデザインされた。創設から数年後に初代のエンブレムがデザインされ、クラブ創設100周年の2006年にも限定的に使用された。現在のエンブレムは1923年にデザインされたものであり、グアダラハラ市の紋章を基調としたものである。青色のドーナツ状の円に「CLUB DEPORTIVO GUADALAJARA」の文字が刻まれ、その内側に赤色の縦縞が5本デザインされている。青色の円の外側にはリーグ優勝回数を表す11個の星が配置されている。これらのデザインは、いずれも当時の選手や監督である、エベラルドとホセのエスピノーサ兄弟、アンヘル・ボルマール、アントニオ・ビジャルバーソによるものだと信じられている。

## 組織

### 下部組織
1973年から2009年まではCDタパティオがリザーブチーム（Bチーム）扱いだった。チーバス・ラジャーダスと呼ばれるBチームはセグンダ・ディビシオン・プレミエール（3部）などに所属しており、プエルト・バジャルタの練習場で試合が行なわれる。Cチームはテルセーラ・ディビシオン（4部）などに所属しており、ベルデ・バジェの練習施設で試合が行なわれる。U-20チームとU-17チームの試合はエスタディオ・オムニライフで行なわれる。

### 欠番
- 8 -  サルバドール・レジェス
- 12 -  サポーターに与えられた背番号
- 22 -  ホセ・マルティネス（英語版）

### 過去のユニフォーム
| 創設当初 | 創設100周年記念 | 2007–08シーズン | 2008–09シーズン | 2009–10シーズン |

| シーズン  | サプライヤー         | スポンサー         | シーズン  | サプライヤー | スポンサー           |
| --------- | -------------------- | ------------------ | --------- | ------------ | -------------------- |
| 1986–1987 | ルコック             | なし               | 1987–1988 | ルコック     | 日産                 |
| 1988–1989 | エデル・ド・ブラジル | 日産               | 1989–1990 | アディダス   | 日産                 |
| 1990–1991 | アディダス           | 日産               | 1991–1992 | アディダス   | ロテリア・ナシオナル |
| 1992–1993 | アンブロ             | テクサコ           | 1993–1994 | ナイキ       | MEXLUB               |
| 1994–1995 | ABA                  | MEXLUB             | 1995–1996 | ナイキ       | MEXLUB               |
| 1996–1997 | ABA                  | MEXLUB             | 1997      | ナイキ       | MEXLUB               |
| 1997–1998 | アトレティカ         | メヒカーナ         | 1998–1999 | アトレティカ | コカコーラ           |
| 1999–2000 | アトレティカ         | セメント・トルテカ | 2000–2001 | アトレティカ | セメント・トルテカ   |
| 2001–2003 | アトレティカ         | セメント・トルテカ |           | アトレティカ | セメント・トルテカ   |
| 2003–2004 | JV & Co.             | なし               | 2004–2005 | リーボック   | なし                 |
| 2005      | リーボック           | なし               | 2006–2011 | リーボック   | グルーポ・ビンボ     |
| 2011–     | アディダス           | グルーポ・ビンボ   |           |              |                      |

## タイトル

### 国内タイトル
アマチュアリーグ時代
- リーガ・オクシデンタル : 13回

1908–09, 1909–10, 1911–12, 1921–22, 1922–23, 1923–24, 1924–25, 1927–28, 1928–29, 1929–30, 1932–33, 1934–35, 1937–38
- カンペオン・デ・カンペオーネス : 1回

1932–33
- トルネオ・デ・ウナ・タルデ : 1回

1929–30
プロリーグ時代
- プリメーラ・ディビシオン : 11回

1956-57, 1958-59, 1959-60, 1960-61, 1961-62, 1963-64, 1964-65, 1969-70, 1986-87, ベラーノ1997, アペルトゥーラ2006
- コパ・メヒコ : 3回

1963, 1970, アペルトゥーラ2015
- カンペオン・デ・カンペオーネス : 7回

1956-57, 1958-59, 1959-60, 1960-61, 1963-64, 1964-65, 1969-70
- コパ・チャレンヘール : 1回

1961
- コパ・デ・オロ・デ・オクシデンテ : 4回

1954, 1955, 1956, 1960
- インテルリーガ : 1回

2009

### 国外タイトル
- CONCACAFチャンピオンズリーグ : 2回

1962, 2018
- 北中米・カリブ海選手権 : 2回

1959, 1962
- コパ・リベルタドーレス : 0回

最高位準優勝 : 2010

## 現所属メンバー
2022年6月30日現在
注：選手の国籍表記はFIFAの定めた代表資格ルールに基づく。
| No. | Pos. |          | 選手名                     |
| --- | ---- | -------- | -------------------------- |
| 2   | DF   | メキシコ | アラン・モソ               |
| 3   | DF   | メキシコ | ヒルベルト・セプルベダ     |
| 4   | DF   | メキシコ | アントニオ・ブリセーニョ   |
| 5   | MF   | メキシコ | ヘスス・モリーナ (主将)    |
| 6   | MF   | メキシコ | パベル・ペレス             |
| 7   | FW   | メキシコ | ホセ・フアン・マシアス     |
| 9   | FW   | メキシコ | アンヘル・サルディバル     |
| 10  | MF   | メキシコ | アレクシス・ベガ           |
| 11  | MF   | メキシコ | イサーク・ブリスエラ       |
| 13  | DF   | メキシコ | ヘスス・オロスコ           |
| 14  | FW   | ペルー   | サンティアゴ・オルメーニョ |
| 15  | DF   | メキシコ | ルイス・オリバス           |
| 16  | DF   | メキシコ | ミゲル・アンヘル・ポンセ   |

| No. | Pos. |          | 選手名                     |
| --- | ---- | -------- | -------------------------- |
| 17  | DF   | メキシコ | ヘスス・サンチェス         |
| 19  | MF   | メキシコ | ヘスス・アングロ           |
| 20  | MF   | メキシコ | フェルナンド・ベルトラン   |
| 21  | DF   | メキシコ | イラム・ミエル             |
| 23  | GK   | メキシコ | ミゲル・ヒメネス           |
| 24  | DF   | メキシコ | カルロス・シスネロス       |
| 25  | MF   | メキシコ | ロベルト・アルバラード     |
| 26  | DF   | メキシコ | クリスティアン・カルデロン |
| 27  | GK   | メキシコ | ラウール・ランヘル         |
| 28  | MF   | メキシコ | フェルナンド・ゴンサレス   |
| 29  | MF   | メキシコ | アラン・トーレス           |
| 30  | MF   | メキシコ | セルヒオ・フローレス       |
| 31  | FW   | メキシコ | パオロ・イリサル           |

## 過去の成績
| シーズン | ディビジョン | レギュラーシーズン | レギュラーシーズン | レギュラーシーズン | レギュラーシーズン | レギュラーシーズン | レギュラーシーズン | レギュラーシーズン | レギュラーシーズン | レギュラーシーズン | リギージャ   | 国際大会                 |
| シーズン | ディビジョン | シーズン           | 順位               | 試合               | 勝利               | 引分               | 敗北               | 得点               | 失点               | 勝ち点             | リギージャ   | 国際大会                 |
| -------- | ------------ | ------------------ | ------------------ | ------------------ | ------------------ | ------------------ | ------------------ | ------------------ | ------------------ | ------------------ | ------------ | ------------------------ |
| 2003–04  | プリメーラ   | アペルトゥーラ     | 8位                | 17                 | 9                  | 2                  | 8                  | 30                 | 28                 | 29                 | 予選敗退     |                          |
| 2003–04  | プリメーラ   | クラウスーラ       | 3位                | 17                 | 10                 | 4                  | 5                  | 30                 | 23                 | 34                 | 決勝敗退     |                          |
| 2004–05  | プリメーラ   | アペルトゥーラ     | 5位                | 17                 | 8                  | 5                  | 4                  | 34                 | 22                 | 29                 | 準々決勝敗退 |                          |
| 2004–05  | プリメーラ   | クラウスーラ       | 9位                | 17                 | 7                  | 4                  | 6                  | 30                 | 31                 | 25                 |              | CONMEBOL CLベスト4       |
| 2005–06  | プリメーラ   | アペルトゥーラ     | 13位               | 17                 | 4                  | 7                  | 6                  | 16                 | 22                 | 19                 |              |                          |
| 2005–06  | プリメーラ   | クラウスーラ       | 7位                | 17                 | 6                  | 5                  | 6                  | 19                 | 26                 | 23                 | 準決勝敗退   | CONMEBOL CLベスト4       |
| 2006–07  | プリメーラ   | アペルトゥーラ     | 8位                | 17                 | 7                  | 5                  | 5                  | 27                 | 18                 | 26                 | 優勝         |                          |
| 2006–07  | プリメーラ   | クラウスーラ       | 2位                | 17                 | 9                  | 4                  | 4                  | 27                 | 14                 | 31                 | 準決勝敗退   | CONCACAF CC準優勝        |
| 2007–08  | プリメーラ   | アペルトゥーラ     | 4位                | 17                 | 9                  | 4                  | 4                  | 28                 | 16                 | 31                 | 準決勝敗退   |                          |
| 2007–08  | プリメーラ   | クラウスーラ       | 1位                | 17                 | 9                  | 6                  | 2                  | 32                 | 14                 | 33                 | 準々決勝敗退 | CONMEBOL CL GS敗退       |
| 2008–09  | プリメーラ   | アペルトゥーラ     | 8位                | 17                 | 6                  | 7                  | 4                  | 23                 | 23                 | 25                 |              |                          |
| 2008–09  | プリメーラ   | クラウスーラ       | 11位               | 17                 | 5                  | 6                  | 6                  | 21                 | 20                 | 21                 |              | CONMEBOL CLベスト16(注1) |
| 2009–10  | プリメーラ   | アペルトゥーラ     | 14位               | 17                 | 5                  | 4                  | 8                  | 23                 | 29                 | 19                 |              |                          |
| 2009–10  | プリメーラ   | ビセンテナリオ     | 2位                | 17                 | 10                 | 2                  | 5                  | 28                 | 21                 | 32                 | 準々決勝敗退 | CONMEBOL CL準優勝        |
| 2010–11  | プリメーラ   | アペルトゥーラ     | 10位               | 17                 | 4                  | 10                 | 3                  | 16                 | 15                 | 22                 |              |                          |
| 2010–11  | プリメーラ   | クラウスーラ       | 8位                | 17                 | 6                  | 7                  | 4                  | 23                 | 15                 | 25                 |              |                          |
| 2011–12  | プリメーラ   | アペルトゥーラ     | 1位                | 17                 | 8                  | 6                  | 3                  | 24                 | 18                 | 30                 | 準々決勝敗退 |                          |
| 2011–12  | プリメーラ   | クラウスーラ       | 15位               | 17                 | 4                  | 3                  | 10                 | 12                 | 21                 | 15                 |              | CONMEBOL CL GS敗退       |
| 2012–13  | プリメーラ   | アペルトゥーラ     | 8位                | 17                 | 6                  | 5                  | 6                  | 17                 | 17                 | 23                 | 準々決勝敗退 |                          |
| 2012–13  | プリメーラ   | クラウスーラ       | 17位               | 17                 | 3                  | 7                  | 7                  | 15                 | 24                 | 16                 |              |                          |
| 2013–14  | プリメーラ   | アペルトゥーラ     | 16位               | 17                 | 2                  | 6                  | 9                  | 16                 | 30                 | 12                 |              |                          |
| 2013–14  | プリメーラ   | クラウスーラ       |                    |                    |                    |                    |                    |                    |                    |                    |              |                          |

- (注1) グループステージを突破したが、決勝トーナメントを前に大会から離脱した。

## コパ・リベルタドーレスでの成績
| コパ・リベルタドーレス | コパ・リベルタドーレス | コパ・リベルタドーレス | コパ・リベルタドーレス | コパ・リベルタドーレス | コパ・リベルタドーレス | コパ・リベルタドーレス | コパ・リベルタドーレス | コパ・リベルタドーレス |
| 年                     | 最終結果               | 試合数                 | 勝利                   | 引分                   | 敗北                   | 得点                   | 失点                   |                        |
| ---------------------- | ---------------------- | ---------------------- | ---------------------- | ---------------------- | ---------------------- | ---------------------- | ---------------------- | ---------------------- |
| 1998                   | グループステージ敗退   | 6                      | 2                      | 0                      | 4                      | 2                      | 7                      |                        |
| 2005                   | ベスト4                | 12                     | 6                      | 4                      | 2                      | 20                     | 14                     |                        |
| 2006                   | ベスト4                | 12                     | 5                      | 4                      | 3                      | 12                     | 12                     |                        |
| 2008                   | グループステージ敗退   | 6                      | 3                      | 0                      | 3                      | 8                      | 5                      |                        |
| 2009(注1)              | ベスト16               | 6                      | 2                      | 3                      | 1                      | 9                      | 7                      |                        |
| 2010                   | 準優勝                 | 8                      | 3                      | 1                      | 4                      | 12                     | 11                     |                        |
| 2012                   | グループステージ敗退   | 6                      | 1                      | 1                      | 4                      | 2                      | 12                     |                        |

- (注1) グループステージを突破したが、決勝トーナメントを前に大会から離脱した。

## 歴代監督
2017年10月時点
- 1943–1944  ファウスト・プリエト
- 1944–1945  ネメシオ・タマージョ
- 1946  ホセ・フェルナンデス
- 1946–1949  György Orth
- 1949  ホセ・ゲレーロ
- 1949–1950  ファウスト・プリエト
- 1950–1951  ウィリアム・リーサイド
- 1951–1956  ホセ・カスージョ
- 1956  ハビエル・デ・ラ・トーレ
- 1956–1957  ドナルド・ルス
- 1957–1959  Árpád Fekete
- 1959  ハビエル・デ・ラ・トーレ
- 1959–1960  Árpád Fekete
- 1960–1970  ハビエル・デ・ラ・トーレ
- 1970  ヘスス・ポンセ
- 1970–1973  ハビエル・デ・ラ・トーレ
- 1973  エクトル・エルナンデス
- 1973–1974  ワルテル・オルメーニョ
- 1974  エクトル・エルナンデス
- 1974–1975  ヘスス・ポンセ
- 1975  エクトル・リアル
- 1975–1976  オラシオ・トローチェ

- 1976–1978  ヘスス・ポンセ
- 1978–1979  ディエゴ・メルカード
- 1979–1980  カルロス・ミロック
- 1980–1982  ディエゴ・メルカード
- 1982–1989  アルベルト・ゲーラ
- 1989.7–1991.6  リカルド・ラ・ボルペ
- 1990  Árpád Fekete
- 1990  ヘスス・ブラカモンテス
- 1990–1991  ミゲル・アンヘル・ロペス
- 1991–1993  ヘスス・ブラカモンテス
- 1993  デメトリオ・マデーロ
- 1993–1995  アルベルト・ゲーラ
- 1995.7–1995.10  オズワルド・アルディレス
- 1996  デメトリオ・マデーロ
- 1995.11–1996.6  レオ・ベーンハッカー
- 1996.7–2000.6  リカルド・フェレッティ
- 2000.7–2000.8  ウーゴ・エルナンデス
- 2000–01  ヘスス・ブラカモンテス
- 2001  ホルヘ・ダバロス
- 2001–02  オスカル・ルジェリ
- 2002.7–2002.12  ダニエル・グスマン
- 2003.1–2003.9  エドゥアルド・デ・ラ・トーレ

- 2003.10–2004.4  ハンス・ウェステルホフ
- 2004.7–2005.8  ベンハミン・ガリンド
- 2005  ハビエル・アスカルゴルタ
- 2006.1–2006.3  ハンス・ウェステルホフ
- 2006.3–2007.9  ホセ・マヌエル・デ・ラ・トーレ
- 2007.9–2009.3  エフライン・フローレス
- 2009.3–2009.4  オマール・アレジャーノ・ヌーニョ
- 2009.4–2009.9  フランシスコ・ラミーレス
- 2009.9–2009.11  ラウール・アリアス
- 2009.11–2011.10  ホセ・ルイス・レアル
- 2011.10–2012.1  フェルナンド・キラルテ
- 2012.1–2012.4  イグナシオ・アンブリス
- 2012.4–2012.6  アルベルト・コジョーテ
- 2012.7–2013.1  ヨン・ファント・シップ
- 2013.1–2013.8  ベンハミン・ガリンド
- 2013.8–2013.11  フアン・カルロス・オルテガ
- 2013.11–2014.4  ホセ・ルイス・レアル
- 2014.4  リカルド・ラ・ボルペ
- 2014.5–2014.10  カルロス・ブストス
- 2014.10–2015.9  ホセ・マヌエル・デ・ラ・トーレ
- 2015.9–  マティアス・アルメイダ

## 歴代所属選手
- アダルベルト・ロペス
- サルバドール・レジェス （クラブ最多得点者）
- ハイメ・ゴメス
- イシドロ・ロペス
- ホセ・ビジェガス
- クレシェンシオ・グティエレス
- ベンハミン・ガリンド
- エドゥアルド・デ・ラ・トーレ（ジャージョ）
- ホセ・マヌエル・デ・ラ・トーレ（チェポ）
- フェルナンド・キラルテ
- ハビエル・アギーレ 1987-1993
- ミサエル・エスピノーサ
- アルベルト・ガルシア
- アルベルト・コジョーテ

- パウロ・セサル・チャベス
- ホエル・サンチェス
- ラモン・ラミーレス
- オマール・ブラーボ 2001-2008, 2009-2010
- オスバルド・サンチェス
- ラモン・モラレス
- アドルフォ・バウティスタ 2004-2007, 2010-2011
- ハレド・ボルヘッティ
- カルロス・オチョア
- セルヒオ・アマウリ
- ハビエル・エルナンデス（チチャリート） 2006-2010
- マルコ・ファビアン 2008-2016
- アルド・デ・ニグリス 2013-2015